# Noční děs
Noční děs (pavor nocturnus) je krátký extrémně děsivý sen, spojený s panikou, křikem, neklidem a je provázený vegetativními příznaky (pocení, zrychlené dýchání, bušení srdce aj.). Spící se často posadí nebo vstane s panickým křikem, může také například běžet ke dveřím. Dotyčného nelze probudit a snahy o probuzení mohou vést k ještě intenzivnější panické reakci. Řadí se mezi poruchy spánku zvané parasomnie a je blízce příbuzný náměsíčnosti (somnambulismu).
Spícího postihuje během NREM spánku, zpravidla v první třetině noci, a trvá zpravidla 1–10 minut. Dotyčný se jen málokdy probudí a po probuzení upadá ihned zpět do spánku, následně si pak ráno po probuzení sen nepamatuje. Pokud nějaká vzpomínka zbyla, je velmi omezená. Ovšem je pravda, že když jsou noční děsy dlouhodobé, daná osoba si sny pamatovat může.